# Bye Bye Love
Bye Bye Love è un brano musicale composto da Boudleaux e Felice Bryant, ed originariamente pubblicata dagli Everly Brothers nel maggio 1957 sul singolo Bye Bye Love/I Wonder If I Care as Much. Il pezzo è stato giudicato come il 35° miglior brano country e come 210° migliore canzone in generale, ambedue classifiche del Rolling Stone Magazine.

## Il brano

### Gli Everly Brothers
Dopo la pubblicazione sul singolo, Bye Bye Love apparve su numerosissime raccolte, oltre che sull'album in studio The Everly Brothers (1958) e sul live The Reunion Concert (1953).

### I Beatles
I Beatles eseguirono un enorme numero di canzoni, tra cui molte covers, durante le Get Back sessions. Fra le covers, c'era anche Bye Bye Love, eseguita il 25 gennaio 1969, quattordicesima giornata di lavorazione all'album che poi verrà pubblicato, oltre un anno dopo, sotto il nome di Let It Be. Nell'ordine, venne suonata dopo I Lost My Little Girl (la prima composizione di Paul McCartney) e For You Blue (firmata George Harrison).

### George Harrison
- George Harrison: voce, strumenti
- Eric Clapton: chitarra solista
- Pattie Boyd: cori[7]

### Altre versioni
Tra le tante altre cover (se ne contano una cinquantina), probabilmente la più conosciuta è quella di Simon and Garfunkel, apparsa sull'album Bridge over Troubled Water (1970). Altre degne di nota sono quelle di Webb Pierce (1957), Roy Orbison (1960), Ray Charles (1962), Adam Faith  (1963), Arthur Alexander (1969), Paul Seixas (1977), Rick Nelson con Don Everly (2000) ed Anne Murray (2002).